# NGC 4710
NGC 4710 is een spiraalvormig sterrenstelsel in het sterrenbeeld Hoofdhaar. Het hemelobject ligt 55 miljoen lichtjaar van de Aarde verwijderd en werd op 21 maart 1784 ontdekt door de Duits-Britse astronoom William Herschel. 

## Synoniemen
- UGC 7980
- MCG 3-33-9
- ZWG 100.11
- IRAS 12471+1526
- PGC 43375